# 聖托馬斯德卡斯蒂利亞
聖托馬斯德卡斯蒂利亞是危地馬拉的港口，位於該國東部洪都拉斯灣沿岸，由伊薩瓦爾省負責管轄，始建於1842年4月16日，海拔高度2米。

## 外部連結
- official website of the port （页面存档备份，存于）
- Seaport Commission of Guatemala （页面存档备份，存于）
- official website of the Zolic free trade zone （页面存档备份，存于）